# Wapen van Boom

Het wapen van Boom

Het wapen van Boom is het heraldisch wapen van de Antwerpse gemeente Boom. Het wapen werd op 14 februari 1842 per Koninklijk Besluit aan de gemeente toegekend. Nadat het op 10 mei 1837 door de gemeente werd aangenomen. Het wapen is op 3 september 1987 met gewijzigde beschrijving opnieuw door de gemeente aangenomen. Op 17 november 1987 werd het hernieuwde wapen met een ministerieel besluit aan de gemeente toegekend.

## Geschiedenis
Het wapen is gebaseerd op een zegel dat rond 1645 gebruikt zou zijn door de schepenbank van Boom. Onze-Lieve-Vrouw staat ook op de zegels omdat zij de beschermheilige van de parochie van Boom is. In een voormalige woning van een van de plaatselijke heren werd het wapen in kleur gevonden. Deze kleurstelling is door de gemeente overgenomen.

## Blazoenering
De huidige blazoenering van het wapen luidt als volgt:
In zilver een gekroonde Onze-Lieve-Vrouw met kind Jezus en scepter van natuurlijke kleur, haar mantel van lazuur bezaaid met sterren van goud, staande voor een eik van sinopel op een zwevende grasgrond.
Het wapen is van zilver, met in het midden een staande Maria met kind in natuurlijke kleur. De Maagd gaat gekleed in een blauwe mantel, bezaaid met gouden sterren. Achter haar een groene boom, mogelijk is dit een sprekend element. De Heilige Maagd staat op een groene ondergrond los van de schildvoet.
Normaal gesproken mogen zilver en goud elkaar in de heraldiek niet raken. In dit wapen zijn de aureolen en de scepter die Maria vasthoudt van goud. Echter deze worden gekenmerkt als van natuurlijke kleur, waardoor zij wel het zilveren veld mogen raken.